# Leopoldo Díaz Bruzual
Leopoldo Díaz Bruzual (Caracas, Venezuela, 8 de julio de 1929-Ibídem, 19 de octubre de 2008) fue un economista, abogado y político venezolano. 

## Biografía
Cursó estudios de primaria y bachillerato en el Colegio "La Salle", de su ciudad natal. Obtuvo el título de abogado en la Universidad Central de Venezuela en 1956, y de economista en la Universidad de Ginebra (Suiza) en 1962. Ocupó varios cargos en la administración pública venezolana, tales como consultor jurídico de la Gobernación del Distrito Federal (1958); asesor económico del Banco Central de Venezuela (1963); asesor económico del Ministerio de Hacienda (1965 y 1975); gobernador suplente y representante de Venezuela ante el Fondo Monetario Internacional (1969); presidente del Instituto de Comercio Exterior (1970) y presidente de la Comisión del Acuerdo de Cartagena (1974).

## Ministro de Estado y presidente del BCV
En 1979 el presidente entrante Luis Herrera Campíns lo designa Ministro de Estado, Presidente del Fondo de Inversiones de Venezuela, cargo que desempeñó hasta 1981, cuando es nombrado presidente del Banco Central de Venezuela. Durante su gestión al frente del instituto emisor ocurrieron 2 dramáticos acontecimientos en la economía venezolana: la intervención y quiebra del Banco de los Trabajadores de Venezuela a fines de 1982 y el incidente recordado desde entonces en la historia venezolana como Viernes Negro a principios de 1983, que significó el fin de un largo periodo durante el cual el bolívar venezolano gozó de una notable estabilidad cambiaria y un prestigio como moneda de reserva.
Recordado como un personaje temperamental y de estilo confrontacional, Díaz Bruzual —popularmente apodado El Búfalo— obtuvo notoriedad mediática toda vez que los acontecimientos que antecedieron al Viernes Negro fueron escenario de una recia disputa con el ministro de Hacienda Arturo Sosa, que trascendió a la opinión pública y contribuyó al descenso en la popularidad del gobierno de Herrera.
Sosa logró convencer al resto del equipo de gobierno de establecer un régimen cambiario donde el tipo de cambio estaría segregado por sectores y reconociendo un acceso preferencial a deudores del sector privado, en contraposición a la idea de fijar una tasa única sostenida por Díaz Bruzual. Dicho mecanismo —denominado Oficina de Régimen Cambiario Diferencial (RECADI)— fue mantenido durante 6 años, hasta la llegada a la presidencia de Carlos Andrés Pérez a principios de 1989, días antes de los sucesos del Caracazo. La expresión de "El Búfalo, tenía razón" viene precisamente de la sabia intención de este de apostar por un cambio único y solamente devaluar levemente sin que ello significara mayores impactos económicos en el tiempo.

## Después del Viernes Negro
En 1983 es expulsado del partido socialcristino Copei. En febrero de 1984 y apenas días después de tomar posesión del cargo, el nuevo presidente Jaime Lusinchi lo destituyó —vía decreto presidencial— de la presidencia del Banco Central antes del vencimiento de su período, contraviniendo los estatutos de la institución, lo cual motivó a Díaz Bruzual a apelar la maniobra ante la Corte Suprema de Justicia, aunque sin éxito. Fue candidato a la presidencia de Venezuela en 1988 por el partido político izquierdista Nueva Alternativa, pero logró captar tan solo el 0,03% de los votos.